# Лоханін Дмитро Володимирович
Дмитро Володимирович Лоханін (рос. Дмитрий Владимирович Лоханин; 25 квітня 1985, м. Устинов, СРСР) — російський хокеїст, нападник. Виступає за «Іжсталь» (Іжевськ) у Вищій хокейній лізі. 
Виступав за ХК «Брест», ХК «Бєлгород», «Сокіл» (Новочебоксарськ), «Динамо-Енергія» (Єкатеринбург), «Молот-Прикам'я» (Перм), «Єрмак» (Ангарськ), «Октан» (Перм), «Шахтар» (Солігорськ). 